# Pole dance

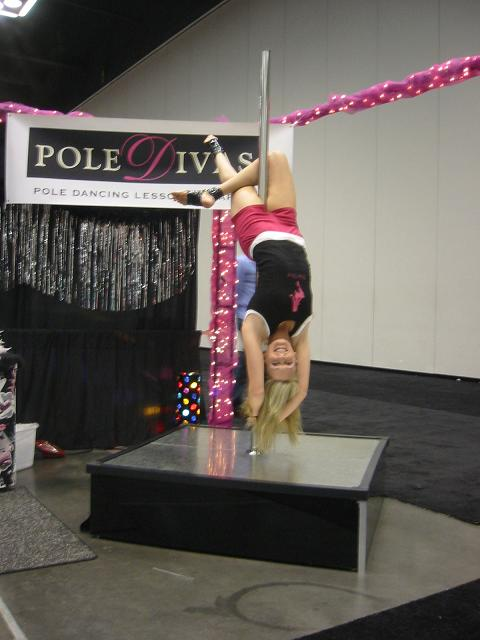
Esercizi di pole dance eseguiti su un "pole stage", pertica su pedana.

La pole dance è un misto di danza e ginnastica con la pertica. 
Questa forma di performance art e sport si basa sull'esecuzione di figure atletiche perché richiede resistenza muscolare, coordinazione motoria, flessibilità articolare, agilità e forza significative. La parte superiore del corpo e la stabilità del core sono necessarie per raggiungere la competenza e sono necessari un'istruzione adeguata e un addestramento rigoroso.
La pole dance è considerata una forma di esercizio che può essere utilizzata come allenamento aerobico e anaerobico.

## Storia
Vi è un elevato numero di teorie sull’origine della Pole Dance. Si suppone che sia associato con la danza dell’albero di maggio, esso veniva correlato a un simbolo fallico o un simbolo pagano della fertilità. Le prime testimonianze su come è nata la pole dance vengono riportate in Oriente, in particolare dalla Cina; infatti il palo utilizzato nella Poledance è rapportato al palo cinese. Pare che verso la fine del XIX secolo si siano svolti i primi spettacoli al circo cinese, in cui gli atleti formavano delle arrampicate, delle cadute e delle pose ginniche ed acrobatiche su un palo rivestito in gomma.

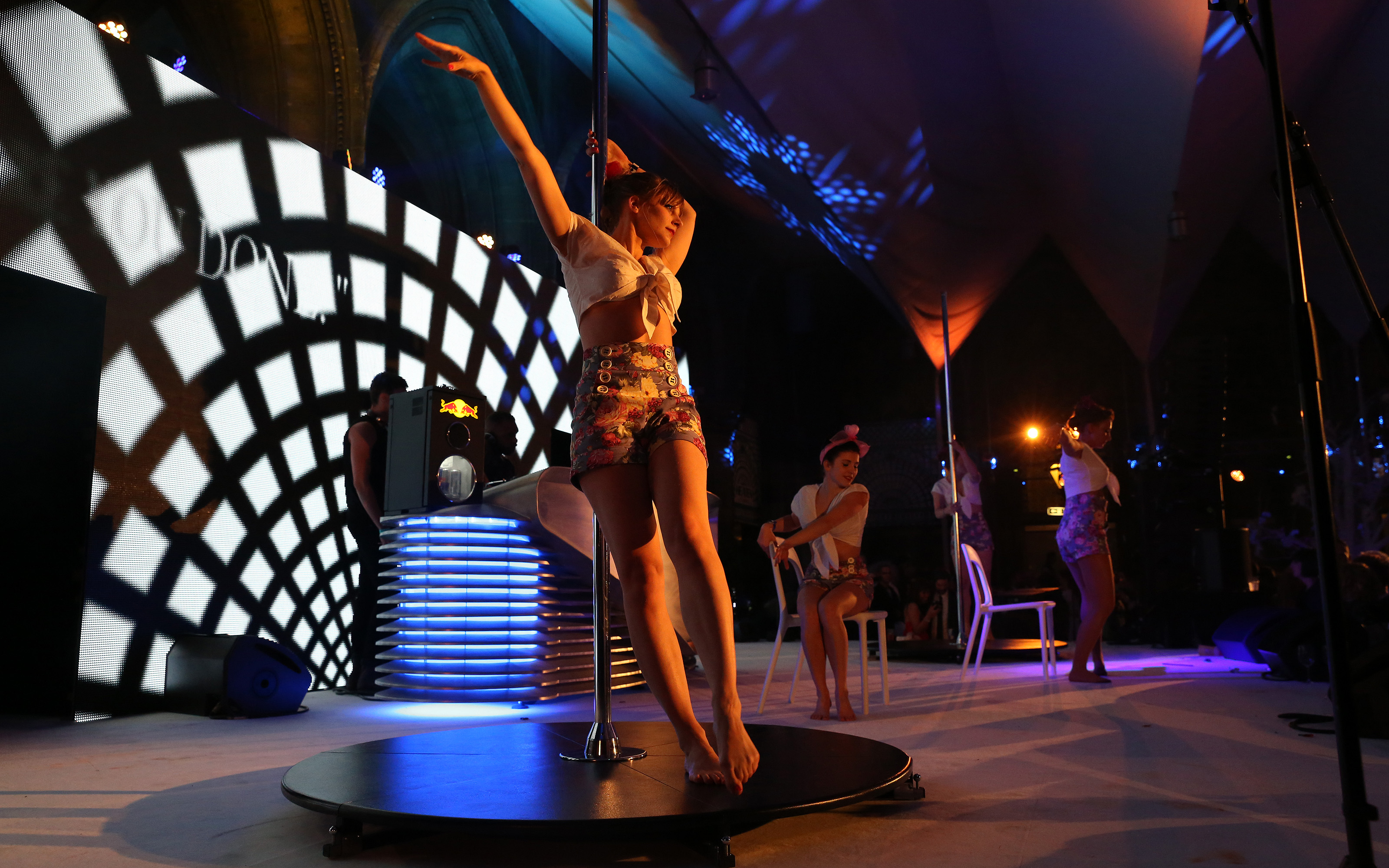
Competizione di Pole dance

Secondo varie fonti la pole dance si è sviluppata nel Nord America durante gli anni della depressione del 1920.
Un’altra proposta popolare sulle origini della Poledance è che sia cominciata nei primi anni del 1900 in America quando nei mercati e nelle fiere itineranti vi erano un gruppo di donne, nominate da Hoochie Coochie Dancers, che danzavano in un palco con l’intento di intrattenere le folle maschili. L’hoochie coochie è un termine generalmente utilizzato per descrivere diversi balli sessualmente provocanti, che hanno molte similitudini con la danza del ventre. Il termine infatti deriva dai movimenti di bacino sinuosi e sensuali eseguiti dalle ballerine. Queste danzatrici vennero accusate di aver iniziato ad usare i pali dei tendoni di legno strusciando i loro corpi contro queste pertiche simulando l’atto sessuale per attirare il pubblico maschile.
I circensi cinesi nello stesso periodo storico già praticavano la loro arte danzante durante spettacoli itineranti, sembrerebbe appunto che si siano intrecciati in questo periodo i diversi stili praticati nei vari spettacoli del circo acrobatico.
Nel Nord America erano spesso usati i pali dei tendoni per svolgere vere e proprie esibizioni durante gli spettacoli itineranti.
Altre fonti indicano invece la pole dance come sport che deriva direttamente dalla Mallakhamb, una pratica che sorge nel XII secolo in India.
La Pole Dance incominciò gradualmente ad evolversi passando da spettacolo itinerante ad appuntamento fisso nei bar intorno agli anni '50, in contemporanea al burlesque.
Nel Regno Unito i primi club di lap dance aprirono all’inizio degli anni 90 e il numero di questi locali è cresciuto fino a quando nel 2001 questa attività è stata descritta come una delle aree in rapida crescita nel mercato del sesso della Gran Bretagna. Nel 2008 sono stati stimati 300 club legalmente operativi nel Regno Unito. I locali in cui si praticava la lap dance presentavano diversi tipi di danza esotica tra cui lo striptease, il table Dancing (ossia la danza sul tavolo) e la pole dance.
In India troviamo il Mallakhamb, uno sport tradizionale che utilizza una pertica di legno sulla quale si esibiscono solitamente gli uomini.
La pole dance si è evoluta dei pali di legno ai pali con diversi tipi di rivestimento come il GeckoGrip (che può essere di colore bianco o nero lucido), che consentono allenamenti prolungati grazie alla tenuta ottimale che garantisce un minore affaticamento. In aggiunta vi sono dei pali in acciaio inossidabile che a differenza di quello nominato in precedenza presentano una tenuta minore, ma sono perfetti per eseguire figure che prevedono frequenti “drop”, ossia cadute. Inoltre a differenza dei pali cromati, l’acciaio inossidabile non si consuma con l’utilizzo e non vi è il rischio che il materiale si sfogli e di conseguenza che diventi tagliente. Un’altra tipologia di rivestimento è quella gommata, simile a quella dei pali cinesi originali, denominata “ultra Grip”.

## Stili
Questa disciplina ha vari stili esecutivi e relative musiche d'accompagnamento, ma in linea di massima si può suddividere in 3 macro filoni, la "Pole SPORT", la "Pole ART", la "Pole EXOTIC".

Con Pole SPORT l'esecuzione è prettamente incentrato al gesto atletico/ginnico, con figure (posizioni specifiche) che si susseguono, e che richiedono potenza e precisione, allo stesso modo la musica è principalmente di sottofondo.

La Pole ART è uno stile che si avvicina maggiormente alla danza, con una peculiare attenzione alle linee pulite, punte tese ed eleganza nei movimenti eseguiti in un contesto coreografico e danzato, in questo caso la musica è parte fondante dell'esecuzione e per il susseguirsi della composizione, che può raccontare/raffigurare una "storia", andando così comunicare un immaginario, trasmettendo un'emozione.

La Pole dance Exotic usa il palo come supporto per eseguire movimenti sensuali, fluidi e spesso provocatori, con radici nel burlesque e nella danza del ventre.

## Campionati Italiani di pole dance
Da anni la pole dance viene riconosciuta come una disciplina vera e propria con regolamento, giudici e campionati.
L'Italia entra nelle competizioni solo nel 2010, per ultima, infatti il circuito internazionale, sorge nel 1995 con i primi campionati in America e Australia.
Il primo Campionato Italiano di Pole Dance si è svolto a Roma nel 2010, promosso dalla Federazione Italiana di Pole Dance e vinto da Sara Brilli.
Nel 2011 la FISAC Gym ha organizzato l'Italian Pole Championship portando le regole della ginnastica nella pole dance e strutturandolo in maniera più rigida.
Nonostante tutto le regole per realizzare una gara rimangono libere di essere stabilite da qualunque ASD.
Dal 2013 la IPDC - Italian Pole Dance Contest, realizzata da un ASD, organizza una competizione annuale italiana, come tante nate ultimamente,  dedicata alla Pole Dance inserita tra le competizioni ufficiali da A.I.D.A.S. (Associazione Italiana Discipline Acrobatiche Sportive).

### Pole dance alle Olimpiadi
La pole dance, come la ginnastica, si è dotata negli anni di un sistema di punteggio, di regole e di norme antidoping (con test condotti dalla Wada, l’agenzia mondiale antidoping), che le ha permesso di raggiungere lo status provvisorio di sport.
Per essere riconosciuta definitivamente come tale, sarà necessario raggiungere entro 24 mesi la soglia di 40 Federazioni nazionali riconosciute (oggi sono una quindicina) e diffuse in almeno 4 Continenti.
Federazioni il cui numero dovrà salire a 50 perché il CIO possa prendere in considerazione l’ipotesi di ammettere la pole dance – alias pole sport – nel programma delle edizioni estive dei Giochi Olimpici.

## La pertica o palo
Le dimensioni del palo variano da diametro di 50mm, ai più piccoli di 38mm.
La dimensione influenza l'esecuzione in base alle caratteristiche dell'individuo, la sua costituzione e forza muscolare, dimensione delle mani e altre variabili; la scelta quindi diviene spesso soggettiva.
Aumenta lo sforzo necessario nelle braccia in caso di pali da 50mm e diminuisce con i pali più piccoli.
Attualmente durante i campionati si utilizzano misure di mezzo come il 45mm che offre un buon compromesso e 2 pali, uno statico e uno spinning.
I materiali principalmente utilizzati per i pali sono l'acciaio inossidabile, l'acciaio cromato per elettrolisi o le barre a sezione tonda in ottone.
L'acciaio cromato non è altro che un palo cavo internamente rivestito esternamente da una superficie di cromo che si ottiene per elettrolisi.
L'elettrolisi è di spessore tale da non consentire al materiale (cromo) di consumarsi nel tempo. I rivestimenti più utilizzati sono quelli al cromo oppure tramite verniciatura a polvere ed il rivestimento in titanio.
Le diverse finiture superficiali del materiale hanno diverse proprietà di presa.
Per riferimento, l'Acciaio lucido è uno dei materiali più scivolosi tra quelli elencati, dunque idoneo per figure che richiedono meno grip, permette una danza più veloce, più fluida, mentre i pali di ottone forniscono più attrito, consentendo una tenuta delle mani e delle altre parti del corpo più salda che permette la realizzazione di una danza lenta e sinuosa o improvvisi bloccaggi per serraggio delle gambe o braccia in fase di discesa veloce.
Versioni utilizzabili anche in ambiente domestico o trasportabili, sono disponibili in kit smontabili e possono essere utilizzati per la pratica o l'esercizio aerobico.